# アジア

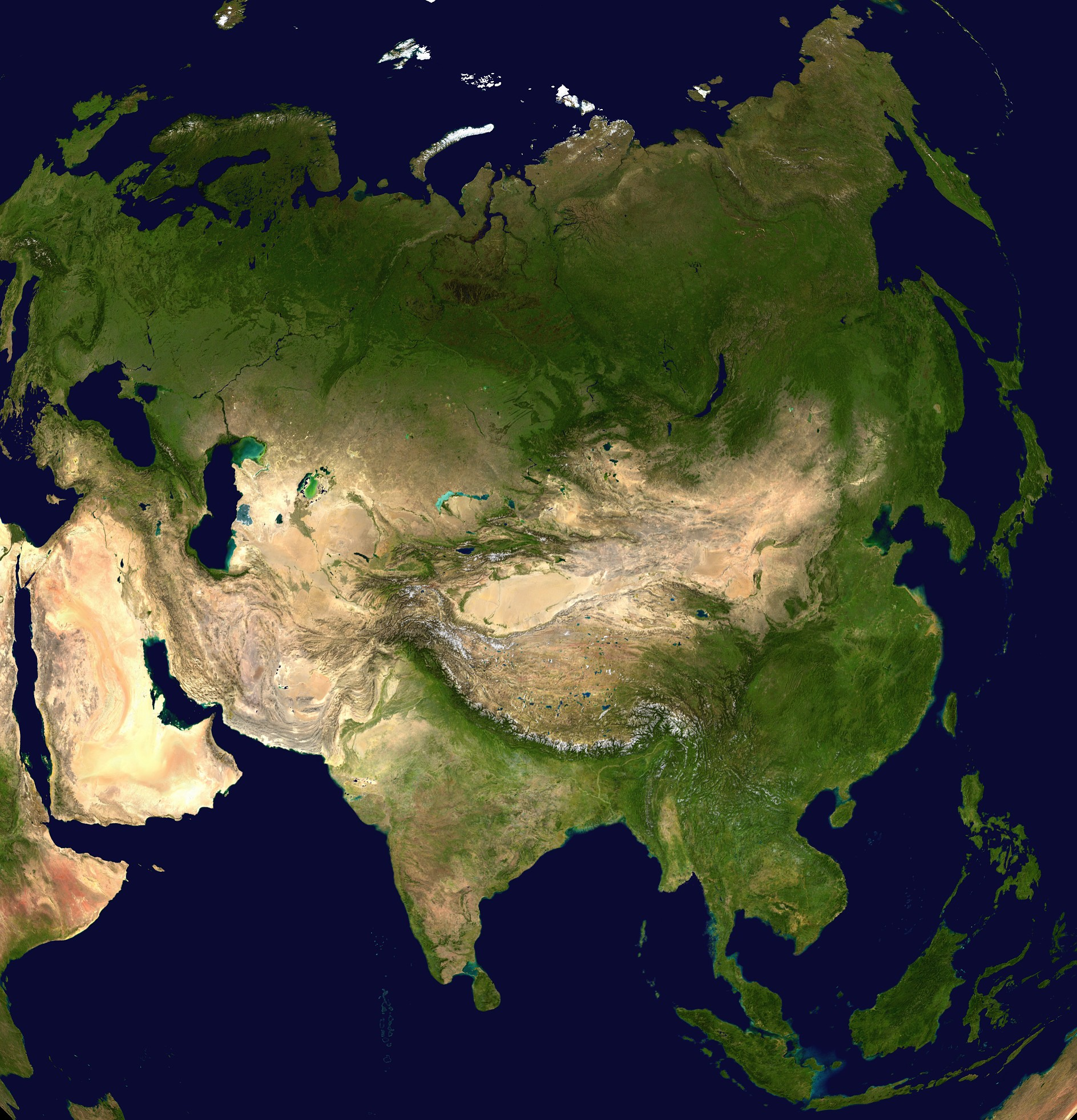
アジアを中心とする地域の衛星写真

アジア（英語: Asia、ラテン語: Asia〔アシア〕、ギリシア語: Ἀσίᾱ、Asíā〔アシアー〕) は、世界の大州の一つ。現在では一般的にヨーロッパを除くユーラシア大陸全般を指すが、政治的・経済的な立場の違いにより、さまざまな定義がなされる場合がある。漢字表記は亜細亜で、亜州（亜洲、あしゅう）とも呼ぶ。省略する場合は亜の一字を用いる。
古代メソポタミアのアッカド語の「aṣû」〔アスー（アツー）〕 （〈太陽が〉出る〈ところ〉の意）が語源で、本来は「東、東方」を意味する言葉である。現在の一般的な定義は、ヨーロッパの人たちから見た東・西の区分を反映したものになっている。

## 概要

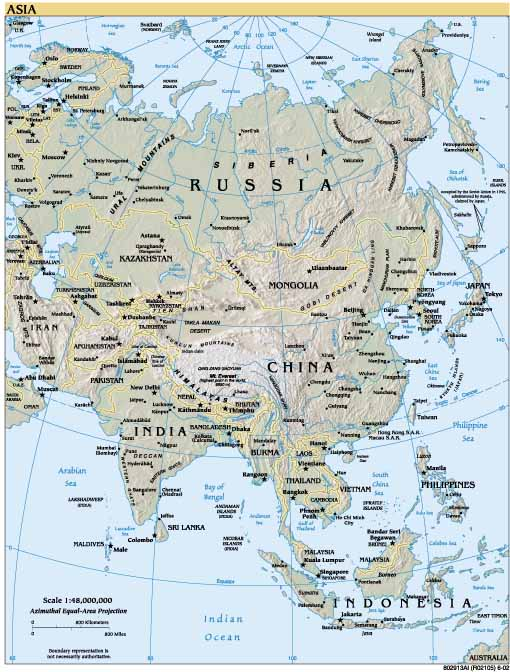
アジアの地図

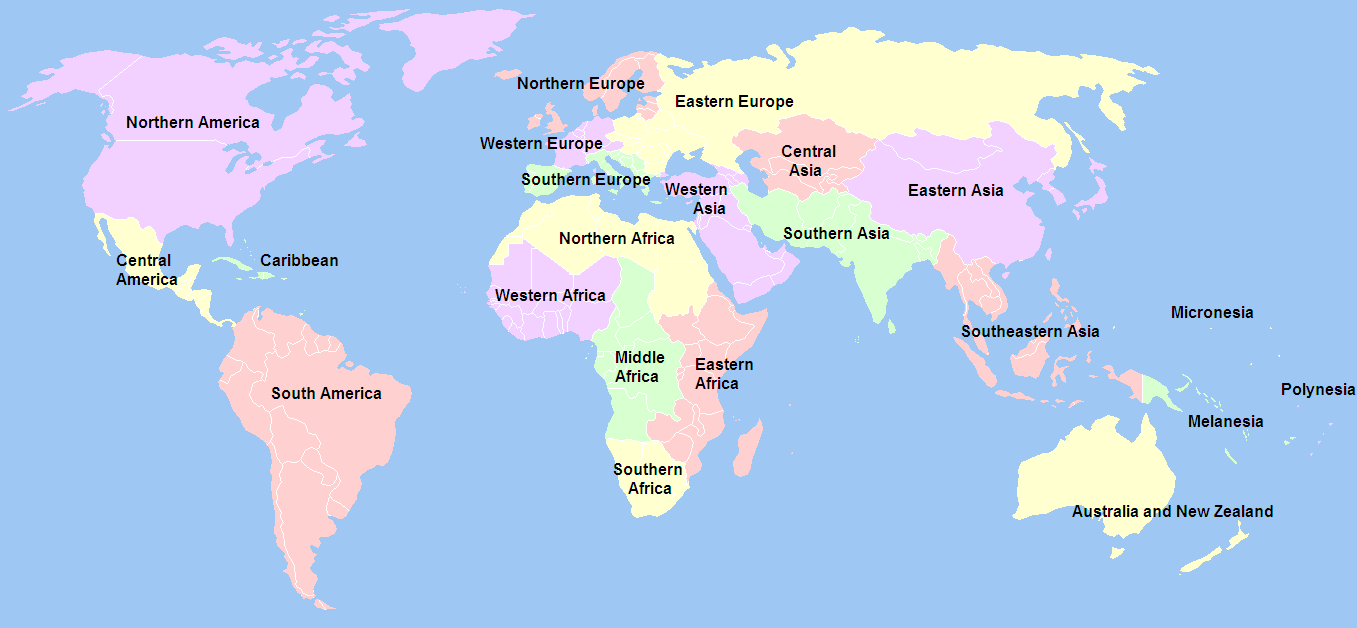
国連による世界地理区分

現在ではユーラシア大陸のヨーロッパ以外の地域、つまり、アジア大陸（島嶼・海域を含む）であり、六大州の一つ。ユーラシア大陸の面積の約80%をアジアが占め、人口は世界最多であり世界人口の60％強がアジアに住んでいるといわれている。世界の都市のうち都市圏人口上位8位まではアジアに属する都市が占めている（世界の都市圏人口の順位を参照）。

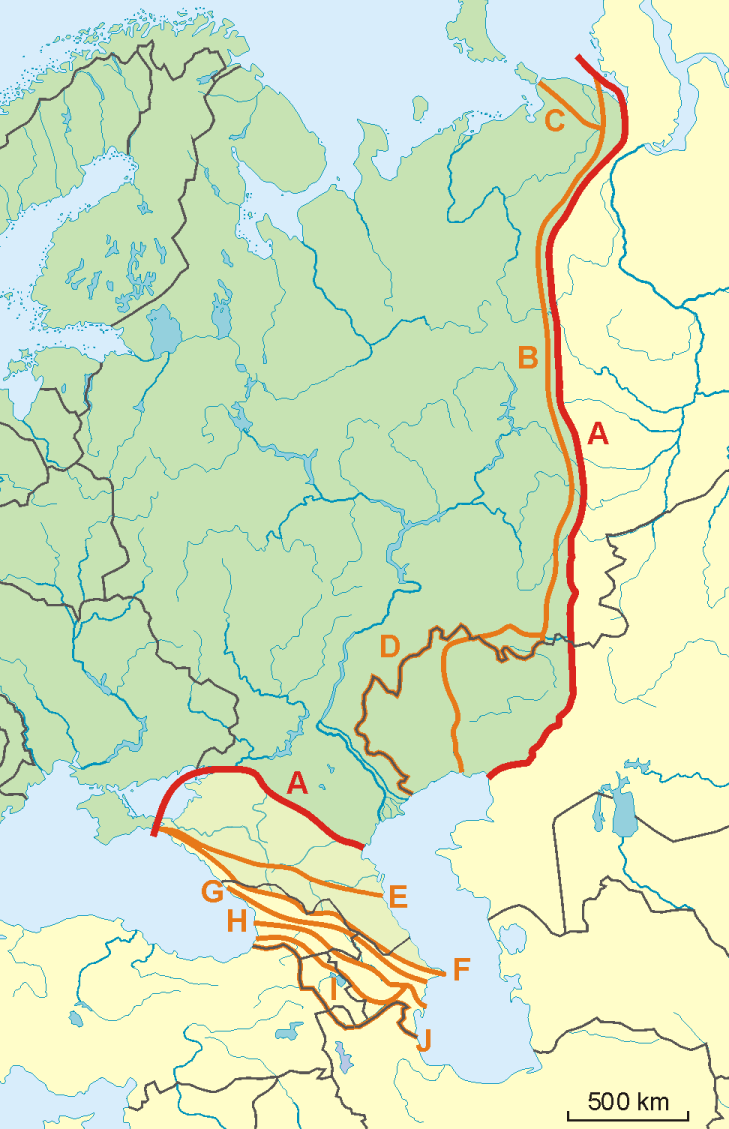
ヨーロッパとアジアの境界をウラル-コーカサスとする区分の諸説。赤線Aは国際地理学連合による定義。

アジアとヨーロッパの境界は、地理上の境界とヨーロッパ中心主義的な観点から見た人為的な境界が入り交じっている。地理上の境界は、ウラル山脈–ウラル川–カスピ海–コーカサス山脈–黒海–ボスポラス海峡–マルマラ海–ダーダネルス海峡とすることが多い。なお、アフリカとはスエズ地峡を、オセアニアとはニューギニア島西方の海峡を挟んでいるため、この両地域とは地理的境界と人為的境界が一致している。
アジアは六大州で最も大きな州であり、地理的にも多様で変化に富む。アジアの大半はユーラシア大陸に属するが、大陸内でも気候や地形に様々な差がある。また、特に大陸東側には環太平洋造山帯の活動によってできた無数の島々が点在しており、日本やフィリピン、インドネシアといった島国に多数の人口を抱える国家が存在する。アジアの東部から南部にかけては降雨が多く肥沃な土壌に恵まれることから人口が古代より非常に多く、現代においても世界最大の人口密集地域となっている。
アジア州の中でもさらに細かく、北アジア・中央アジア・東アジア・東南アジア・南アジア・西アジアの六つに分けられることもある。

## 語源
古代メソポタミアのアッカド語で、東と西を「アスー」（アッカド語: aṣû、〈太陽が〉出る〈ところ〉の意）と「エレーブ」（アッカド語: erēbu、〈太陽が〉入る〈ところ〉の意）で表した ことに由来する。この「アスー」にギリシャ語の接尾辞「イアー」（-ίᾱ、-íā）が付いてギリシャ語の「アシアー」（ギリシア語: Ἀσίᾱ、Asíā）が生まれた 。それがラテン語に取り入れられ、そこからヨーロッパの諸語に広がっていった。
「エレーブ」の方からは、ギリシャ語の「エウローペー」（ギリシア語: Εὐρώπη、Eurṓpē）が生まれた。これがラテン語で「エウローパ」（ラテン語: Eurōpa）となり、ヨーロッパの諸語に入っていった。「アジア」と「ヨーロッパ」は、「オリエント / オクシデント」と同じく、本来は “東方 / 西方” という対概念であった。
亜細亜の表記は、明で1602年に刊行された坤輿万国全図に現れる。官話では亜細亜を「ヤシヤ」のように発音するが、西洋人との接触が多かった華南地方の方言では亜を日本語と同様にアのように発音していたことに影響された転写とされる。

## 定義
「アジア」という言葉は、元々は古代ギリシア、あるいはギリシャから文化的影響を受けた古代ローマから見て、東方を指す言葉であった。ギリシア人やローマ人の地理的な知見は地中海沿岸地域に限られており、地中海の北岸地域がヨーロッパ、南岸地域がアフリカ、地中海の一部であるエーゲ海で隔てられた地中海東岸地域がアジアとされたのである。
その後、ヨーロッパ人の地理的な知見が広まるにつれて、ヨーロッパ、アジア、アフリカとされた地域の範囲が、拡大していった。アフリカについては、スエズ地峡という明確な地理的な境界が存在したため、スエズ地峡以南がアフリカ大陸という明確な地理的定義が確立した。その一方で、かつてエーゲ海が境界とされたアジアとヨーロッパについては、現在でいう東欧の地域が知られた事により、明確な境界線が存在しなくなった。そのため地理的には、ユーラシア大陸として、アジアとヨーロッパは一体として扱われた。
それでもアジアとヨーロッパを別地域として扱う習慣は残ったが、地政学的・人種的に厳密に分けられた呼称としては確立しておらず、使う立場によってその範囲はしばしば異なっている。例えば、国際機関においても、IOC と FIFA ではアジアの範囲が異なっているように、厳密な定義として確立していない。

### 主な地理学的再定義
1. ヒマラヤ山脈の東北側の東南アジア・東アジアを「東ユーラシア」として定義し、ヒマラヤ山脈の南西側のインド・アラブ地域を「西ユーラシア（ヨーロッパを含む）」として定義する学説。
プレートテクトニクスによれば、ヒマラヤ山脈を境界としてインドプレートとユーラシアプレートに分かれており、また人種的にも東南アジア・東アジアの諸民族はモンゴロイドであるのに対し、インド・アラブ地域の諸民族はコーカソイドであるため、科学的妥当性が高いといわれている。
2. 上記の「西ユーラシア」を更に細分化し、インド亜大陸・アラブ地域をヨーロッパと切り離し「南ユーラシア」とし、「東ユーラシア（東南&東アジア）」・「南ユーラシア（インド・アラブ）」・「西ユーラシア（ヨーロッパ）」の3つに分ける考え方。
文化的に、インド・アラブ地域とヨーロッパとの差は大きいため、その意味で妥当性が高いといわれている。

### 一般的な定義
ヨーロッパ諸国ではトルコ以東（中東）を指すことが多い。ただしロシアのアジア地域（シベリア）はしばしば除外される。
アラブ諸国では、「アラブ」が自称であり、アジアといえば東南アジアおよび東アジアを指すことが多い（トルコ人・アラブ人・インド人（アーリア系）は、人種的にはコーカソイド《白人》を含んでいる）。
日本の外務省の公式サイトは下記南アジアの大部分、下記東アジア、下記東南アジアをアジアとしている。日本では、しばしば中近東ならびに中央アジアや南アジアを含めず、極端な場合には東南アジアも除いた東アジアのみを指すことがある。
アジアの定義は、その言葉の成り立ちも原因となり、世界的に確立されているとはいえないが、そのなかで従来は人種的・民族的な観点を重視する立場から、アジアを近東・中東・南アジア・東南アジア・東アジアのように、より細分化する立場が強調されてきた。しかし、最近では経済的メリットおよび政治的安定性を重視する観点からアジアをより広く定義し（経済的には自由貿易の範囲が拡大し且つ人口が多い方がメリットがあり、政治的には「同じアジア人」というような連帯意識・仲間意識が有る方がその地域の政治が安定する）、中近東・インド亜大陸の諸国は当然のこととして、オセアニア諸国・ポリネシア諸国も含めアジアと定義する場合までもが出てきた。
このようにアジアの定義が多岐に分かれているのは、アジアという言葉が同一の文化・文明あるいは人種・民族を基盤として定義された概念ではなく、そもそもの由来がヨーロッパ以外の東方地域全部という意味であったため、結果的に異なる文明が分立する地域を一つの言葉で定義してしまった事に由来すると考えられる。サミュエル・P・ハンティントンの著書『文明の衝突』によれば、アジアには日本文明・中華文明・ヒンドゥー文明・イスラム文明が存在するとされている。

## 構成国・地域とその区分

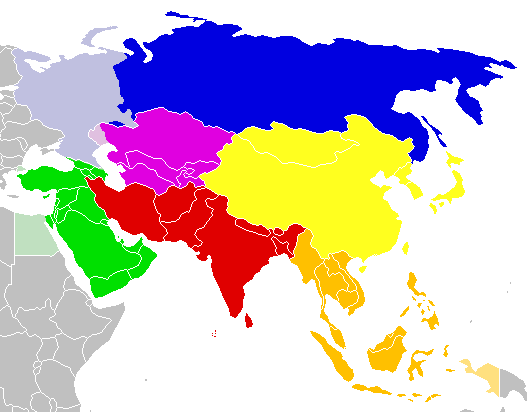
国際連合によるアジアの地域の分類
北アジア
中央アジア
西アジア
南アジア
東アジア
東南アジア

一般的にアジアの域内は、右図のように分けられている。最近では経済交流・国際関係・研究機関名などで、東アジアと北アジアを併せた領域に相当する北東アジアという語が使われることが増えてきている。また、これ以外にも北西アジア、西南アジアなどの語も使われる。
以下は国際連合による区分である。これ以外にも様々な区分方法は存在するが、便宜上これを用いる。ただし、非加盟国については周辺の国と同じ区分としている。

### 東アジア
地理範囲は日本列島、モンゴル高原、中国、台湾、朝鮮半島などである。
- 中華人民共和国（中国）
  -  香港特別行政区
  -  マカオ特別行政区
- 中華民国（台湾）
- 日本国
- 大韓民国（韓国）
- 朝鮮民主主義人民共和国（北朝鮮）
- モンゴル国

地理的区分では以下の国も国土の一部が東アジアに属する。
- ロシア連邦（極東ロシア）
- ベトナム社会主義共和国

### 東南アジア
地理範囲はインドシナ半島、マレー半島、フィリピン諸島などである。ここから東ティモールを除いた10か国で東南アジア諸国連合（ASEAN）を構成している。
- ブルネイ・ダルサラーム国
- カンボジア王国
- インドネシア共和国（西パプアはオセアニアに含まれる場合もある）
- ラオス人民民主共和国
- マレーシア
- ミャンマー連邦共和国
- フィリピン共和国（ピリピナス）
- シンガポール共和国
- タイ王国
- 東ティモール民主共和国
- ベトナム社会主義共和国

### 北アジア
地理範囲はロシアのアジア地域である。国際連合による区分でヨーロッパと北アジアに属する。
- ロシア連邦（アジアロシア）
  - ウラル連邦管区
  - シベリア連邦管区
  - 極東連邦管区

地理的区分ではさらに以下の国と地域も北アジアに属する。
- モンゴル国
- カザフスタン共和国
  - 北部地域

### 南アジア
地理範囲はインド大陸、セイロン島、モルディブ諸島、アンダマン諸島、ニコバル諸島などである。イランを除く8か国で南アジア地域協力連合を構成している。
- アフガニスタン・イスラム首長国（北部地域は中央アジア）
- バングラデシュ人民共和国
- ブータン王国
- インド共和国
- イラン・イスラム共和国
- モルディブ共和国
- ネパール
- パキスタン・イスラム共和国
- スリランカ民主社会主義共和国

地理的区分ではさらに以下の地域も南アジアに属する。
- イギリス領インド洋地域

南アジアに含まれる場合がある地域
- タジキスタン共和国
  - ゴルノ・バダフシャン自治州（地理的には西アジア/イラン系アーリア人でイスラム教シーア派、民族的にインド系アーリア人に近いため南アジアに含まれる場合もある）

### 中央アジア（トルキスタン）
地理範囲はトルキスタンである。
- カザフスタン共和国
- キルギス共和国
- タジキスタン共和国
- トルクメニスタン
- ウズベキスタン共和国

地理的区分ではさらに以下の地域も中央アジアに属する。
- アフガニスタン・イスラム首長国
  - 北部地域
- 中華人民共和国（中国）
  - 新疆

### 西アジア（中東・近東）
地理範囲はアラビア半島、アナトリア（小アジア）、キプロス島の範囲及びイラン高原-ヒンドゥークシュ山脈にかけてのアジア大陸。ただし、場合によってはコーカサス山脈以南の旧ソ連邦の国々（カフカス諸国）を含めるなどの定義もある。
- バーレーン王国
- キプロス共和国 : ギリシア系住民が多数で、欧州連合に加盟している。
  -  北キプロス・トルコ共和国（事実上独立国）
  -  アクロティリおよびデケリア（イギリスの海外領土）
- イラク共和国
- イスラエル国 : 20世紀に欧米と中東各地から移住したユダヤ人の子孫が主導的立場にある。
- ヨルダン・ハシミテ王国
- クウェート国
- レバノン共和国
- オマーン国
- カタール国
- サウジアラビア王国
- シリア・アラブ共和国
- トルコ共和国 : 最大都市イスタンブール中心部はボスポラス海峡の西側であり、これを含む東トラキア地域はヨーロッパに属する。
- アラブ首長国連邦
- パレスチナ国
- イエメン共和国

地理的区分では、さらに以下の国と地域も西アジアに属する。
アラビア半島地域
 エジプト・アラブ共和国（アフリカに属す）
スエズ運河より東側は西アジアに属す。
中央アジア地域
 タジキスタン共和国
ゴルノ・バダフシャン自治州
コーカサス山脈以南の旧ソ連邦の国々（カフカス諸国）
ヨーロッパに区分される場合も多い。
-  アルメニア共和国
-  アゼルバイジャン共和国
-  ジョージア

## 各国の国勢
| 国旗                       | 国章 | 国名                   | 人口          | 面積 (km²) | 首都                             |
| -------------------------- | ---- | ---------------------- | ------------- | ---------- | -------------------------------- |
| アフガニスタンの旗         |      | アフガニスタン         | 30,419,928    | 647,500    | カーブル                         |
| アルメニアの旗             |      | アルメニア             | 2,970,495     | 29,743     | エレバン                         |
| アゼルバイジャンの旗       |      | アゼルバイジャン       | 9,493,600     | 86,600     | バクー                           |
| バーレーンの旗             |      | バーレーン             | 1,248,348     | 760        | マナーマ                         |
| バングラデシュの旗         |      | バングラデシュ         | 150,039,000   | 147,570    | ダッカ                           |
| ブータンの旗               |      | ブータン               | 716,896       | 38,394     | ティンプー                       |
| ブルネイの旗               |      | ブルネイ               | 408,786       | 5,765      | バンダル・スリ・ブガワン         |
| ミャンマーの旗             |      | ミャンマー             | 54,584,650    | 676,578    | ネピドー                         |
| カンボジアの旗             |      | カンボジア             | 14,952,665    | 181,035    | プノンペン                       |
| 中華人民共和国の旗         |      | 中華人民共和国         | 1,343,239,923 | 9,596,961  | 北京                             |
| キプロスの旗               |      | キプロス               | 1,099,341     | 9,251      | ニコシア                         |
| 東ティモールの旗           |      | 東ティモール           | 1,143,667     | 14,874     | ディリ                           |
| ジョージア (国)の旗        |      | ジョージア             | 4,260,000     | 69,700     | トビリシ                         |
| インドの旗                 |      | インド                 | 1,210,193,422 | 3,287,263  | ニューデリー（デリー連邦直轄地） |
| インドネシアの旗           |      | インドネシア           | 248,645,008   | 1,904,569  | ジャカルタ                       |
| イランの旗                 |      | イラン                 | 78,868,711    | 1,648,195  | テヘラン                         |
| イラクの旗                 |      | イラク                 | 31,129,225    | 438,317    | バグダード                       |
| イスラエルの旗             |      | イスラエル             | 7,590,758     | 20,770     | テルアビブ                       |
| 日本の旗                   |      | 日本                   | 127,368,088   | 377,915    | 東京                             |
| ヨルダンの旗               |      | ヨルダン               | 6,508,887     | 89,342     | アンマン                         |
| カザフスタンの旗           |      | カザフスタン           | 17,522,010    | 2,724,900  | アスタナ                         |
| クウェートの旗             |      | クウェート             | 2,646,314     | 17,818     | クウェート市                     |
| キルギスの旗               |      | キルギスタン           | 5,496,737     | 199,951    | ビシュケク                       |
| ラオスの旗                 |      | ラオス                 | 6,586,266     | 236,800    | ビエンチャン                     |
| レバノンの旗               |      | レバノン               | 4,140,289     | 10,400     | ベイルート                       |
| マレーシアの旗             |      | マレーシア             | 29,179,952    | 329,847    | クアラルンプール                 |
| モルディブの旗             |      | モルディブ             | 394,451       | 298        | マレ                             |
| モンゴル国の旗             |      | モンゴル               | 3,179,997     | 1,564,116  | ウランバートル                   |
| ネパールの旗               |      | ネパール               | 29,890,686    | 147,181    | カトマンズ                       |
| 朝鮮民主主義人民共和国の旗 |      | 朝鮮民主主義人民共和国 | 24,589,122    | 120,538    | 平壌                             |
| オマーンの旗               |      | オマーン               | 3,090,150     | 309,500    | マスカット                       |
| パキスタンの旗             |      | パキスタン             | 190,291,129   | 796,095    | イスラマバード                   |
| パレスチナの旗             |      | パレスチナ             | 4,279,699     | 6,220      | ガザ/ラマッラー（東エルサレム）  |
| フィリピンの旗             |      | フィリピン             | 100,940,000   | 300,000    | マニラ                           |
| カタールの旗               |      | カタール               | 1,951,591     | 11,586     | ドーハ                           |
| サウジアラビアの旗         |      | サウジアラビア         | 26,534,504    | 2,149,690  | リヤド                           |
| シンガポールの旗           |      | シンガポール           | 5,353,494     | 697        | シンガポール                     |
| スリランカの旗             |      | スリランカ             | 21,481,334    | 65,610     | スリジャヤワルダナプラコッテ     |
| 大韓民国の旗               |      | 大韓民国               | 51,069,375    | 100,210    | ソウル                           |
| シリアの旗                 |      | シリア                 | 22,530,746    | 185,180    | ダマスカス                       |
| 中華民国の旗               |      | 中華民国               | 23,894,394    | 36,189     | 台北                             |
| タジキスタンの旗           |      | タジキスタン           | 7,768,385     | 143,100    | ドゥシャンベ                     |
| タイ王国の旗               |      | タイ                   | 67,091,089    | 513,120    | バンコク                         |
| トルコの旗                 |      | トルコ                 | 79,749,461    | 783,562    | アンカラ                         |
| トルクメニスタンの旗       |      | トルクメニスタン       | 5,054,828     | 488,100    | アシガバート                     |
| アラブ首長国連邦の旗       |      | アラブ首長国連邦       | 5,314,317     | 83,600     | アブダビ                         |
| ウズベキスタンの旗         |      | ウズベキスタン         | 28,394,180    | 447,400    | タシケント                       |
| ベトナムの旗               |      | ベトナム               | 91,519,289    | 331,212    | ハノイ                           |
| イエメンの旗               |      | イエメン               | 24,771,809    | 527,968    | サナア                           |

## 政治
アジアでは、ヨーロッパのヨーロッパ連合やアフリカのアフリカ連合のような、アジア大陸のほとんどの国によって構成されたアジア統合を目指す政府間組織は今現在アジア協力対話しか存在しない。しかし、地域別には複数の国際組織が存在している。以下に主なものを示す。
- アジア相互協力信頼醸成措置会議
- 東アジア共同体
- 東南アジア諸国連合 (ASEAN)
- ASEAN+3
- ASEAN地域フォーラム
- ASEAN経済共同体（AEC）
- アジア太平洋経済協力 (APEC)
- 環太平洋戦略的経済連携協定 (TPP)
- 南アジア地域協力連合 (SAARC)
- 中央アジア連合
- 中央アジア地域経済協力機構（英語版）（CAREC）
- 独立国家共同体
- ユーラシア連合
- ユーラシア経済連合
- 経済協力機構
- 湾岸協力会議
- アラブ連合
- アラブ石油輸出国機構 (OAPEC)
- イスラム諸国会議機構
- 上海協力機構
- 環インド洋地域協力連合

## 地理
アジアは、例えばケッペンの気候区分を用いれば、ほとんどの気候型が含まれるほど多様な地理条件を内包している。北端は北極海に面しており、ツンドラ気候の荒野が広がる。その南のシベリア内陸部にはタイガと呼ばれる大針葉樹林が広がっている。南アジア、東南アジアと東アジアの東部はモンスーンの影響を強く受ける地域である。

## 経済
| 順位     | 国               | 単位:100万ドル |
| -------- | ---------------- | -------------- |
| 1        | 中国             | 17,758,050     |
| 2        | 日本             | 4,219,830      |
| 3        | インド           | 3,567,550      |
| 4        | 韓国             | 1,839,060      |
| 5        | インドネシア     | 1,371,170      |
| 6        | トルコ           | 1,129,970      |
| 7        | サウジアラビア   | 1,067,580      |
| 8        | タイ             | 514,840        |
| 9        | アラブ首長国連邦 | 514,130        |
| 10       | イスラエル       | 513,610        |
| 出典:CIA |                  |                |

アジア全体では開発途上国が依然として多いものの、東アジア地域の経済規模はヨーロッパや北アメリカに匹敵するほど大きい。GDPが特に大きいのは、世界第2位の中華人民共和国、第4位の日本、第5位のインドである。次いで第11位前後の韓国が挙げられる。またタイ、マレーシア、インドネシアを筆頭とする東南アジア諸国も年々成長を続け、存在感を増している。
アジア通貨危機を機会に、東アジア・東南アジアの国々ではチェンマイ・イニシアティブによって経済安定を目指している。また、西アジアの国々では石油の産出量が多いので、オイルマネーによって世界的な発言力が強まっている。

## 交通
道路ではアジアハイウェイで結ばれているが、道路の整備状況は異なっている。

## 人種・民族
人種としては、モンゴロイド、コーカソイド、オーストラロイドがみられる。コーカソイドは西アジアを中心とした西部に多く、モンゴロイドは東アジアや東南アジアなどの東部に多いなどの特徴がある。オーストラロイドは南アジア南部にみられる。中央アジアや北アジア西部ではコーカソイドとモンゴロイド、南アジア北部ではコーカソイドとオーストラロイド、東南アジア（特にマレー諸島）ではモンゴロイドとオーストラロイドがそれぞれ混血している。

## 言語
様々な言語のグループと孤立した言語が使用されている。複数の国で公用語として使われる主な言語は以下のものがある。
- 英語（インド、シンガポール、フィリピンなどで公用語）
- ロシア語（ロシアを含むCIS諸国で公用語）
- 中国語 / 北京語（中国、中華民国、シンガポールで公用語）
  - 広東語（香港、マカオで公用語、中国の広東省）
  - 閩南語（台湾の台湾語、中国福建省南部、東南アジアのシンガポール、マレーシア、タイへ移住した者が多く）
- 朝鮮語（北朝鮮、韓国の他、中国で）
- ヒンドゥスターニー語（インド、パキスタンで公用語）
- ベンガル語（バングラデシュ、インドで公用語）
- ペルシア語（イラン、アフガニスタン、タジキスタンで公用語）
- アラビア語（アラブ諸国で使われるほか、イスラム諸国の教養言語）
- マレー語（マレーシア、インドネシア、ブルネイ、シンガポールで公用語。東ティモールで事実上の公用語）
- タミル語（スリランカ、シンガポール等の公用語）

特に話者数が多い言語は以下のものがある。
- 中国語
- アラビア語
- ヒンディー語
- ベンガル語
- パンジャーブ語
- 日本語
- 朝鮮語
- マレー語
- ベトナム語
- タイ語（ラオスのラーオ語は近縁）
- ビルマ語
- フィリピン語
- トルコ語

その他アジア諸国の公用語
- モンゴル語（モンゴルで公用語）
- クメール語（カンボジアで公用語）
- シンハラ語（スリランカで公用語）
- ディベヒ語（モルディブの公用語）
- ゾンカ語（ブータンで公用語）
- ネパール語（ネパールで公用語）
- アルメニア語（アルメニアで公用語）
- ギリシャ語（キプロスで公用語）
- テトゥン語（東ティモールで公用語）
- ポルトガル語（東ティモールで公用語）
- ヘブライ語（イスラエルで公用語）

### 言語の分類
アジアで話される主な言語は以下のように分類される。
- インド・ヨーロッパ語族：ヒンディー語、ウルドゥー語、ベンガル語、ネパール語、シンハラ語、ディベヒ語、ペルシア語、ダリー語、タジク語、クルド語、パシュトー語、アルメニア語など
- アフロ・アジア語族：アラビア語、ヘブライ語など
- ウラル語族：マンシ語、ネネツ語など
- アルタイ諸語：モンゴル語、カザフ語、トルコ語、アゼルバイジャン語、トルクメン語、ウズベク語、キルギス語、エヴェンキ語など
- カフカス諸語：グルジア語など
- 古シベリア諸語：ケット語、ニブフ語、ユカギール語、チュクチ語など
- ドラヴィダ語族：タミル語など
- シナ・チベット語族：中国語、ビルマ語、チベット語、ゾンカ語など
- オーストロネシア語族：台湾諸語、フィリピン語、マレー語、インドネシア語、テトゥン語など
- オーストロアジア語族：ベトナム語、クメール語など
- タイ・カダイ語族：タイ語、ラーオ語など
- ミャオ・ヤオ語族：ミャオ語、ヤオ語など
- アンダマン諸語：ジャラワ語、センチネル語など
- 日琉語族：日本語、琉球語
- 朝鮮語
- アイヌ語
- ブルシャスキー語
- ニハリ語
- クスンダ語
- アルナーチャルの孤立した言語および独立語族

## 宗教
世界で信者数の多い宗教であるキリスト教、イスラム教、ヒンドゥー教、仏教は、すべてアジアをその起源としている。このうち、仏教とヒンドゥー教はインドを、キリスト教とイスラム教は西アジアをその起源とする。このほかにも、西アジアのユダヤ教、南アジアのシク教、東アジアの神道、儒教や道教など、さまざまな宗教が存在している。
現代においては、イスラム教は起源である西アジアのほとんどの地域に広まっているほか、中央アジアもほぼイスラム教圏となっている。そのほかにも、南アジアのパキスタンやバングラデシュ、モルディブ、東南アジアのインドネシアやマレーシア、ブルネイなどはイスラム教徒が大部分を占める国家である。また、中国の新疆ウイグル自治区や寧夏回族自治区もイスラム教徒が多数派である。キリスト教は起源である西アジア地域ではわずかな信徒が存在しているに過ぎず、東南アジアではキリスト教徒が多数派を占めている国家はフィリピンのみである。東アジアでは韓国に比較的まとまったキリスト教コミュニティがある以外はキリスト教信者はマイノリティである。ただし、北アジアはキリスト教徒であるロシア人が東進し入植した関係で、ロシア正教会の信徒が多数を占め、中央アジアでもロシア系住民らを中心にある程度の勢力を保っている。ヒンドゥー教徒が多数派を占める国家はインドとネパールのみであり、信者が多数派を占める地域もこれにスリランカの北部（タミル人居住地域）を加えるのみであるが、インドの人口の大多数はヒンドゥー教徒であり、信徒数はほぼインド一国のみで世界中の仏教徒よりも多い。仏教は発祥地のインドでは廃れ、わずかにブータンで多数派を占めるのみであるが、仏教は東方に伝播したため、東南アジアや東アジアに大きな教圏を持つようになった。とはいえ東アジアと東南アジアの仏教の宗派は違い、東南アジアのミャンマーやタイ、カンボジア、ラオス、スリランカ南部(シンハラ人地域）においては上座部仏教が信仰されている。これに対し、東アジアやベトナムにおいては大乗仏教が信仰されているが、それでもなお東アジアの大乗仏教は唯一の信仰というわけではなく、日本では神道が、中国では儒教や道教が、朝鮮半島では天道教が大きな勢力を持っており、事実上これら宗教との混在地域となっている。

## 科学技術
アジアにおける科学技術は国や時代によって様々なものに別けられている傾向が強い。かつて、科学技術への貢献で特筆すべきものとして考えられていたアジアの文明は、現在のインド地域や中国地域および西アジア地域に集中していた 。現代においては日本、韓国、台湾などの国々が近年の最先端の科学技術の発信元で知られているが、中国やインドも科学技術に大きく貢献している一面を持つ。

## 文化
アジアの文化には、先史時代からアジア大陸の多数の民族グループによって実践され維持されてきた、芸術、建築、音楽、文学、生活習慣、哲学、食べ物、政治、宗教といった集合的かつ多様な慣習と伝統が含まれている。
またアジアの特定の文化、または複数の文化圏と四大河文明のうちの3点から発祥している巨大な多様性の中の普遍的な要素を特定することは複雑で難しいものとなっている。

## スポーツ
アジアでは、サッカーが最も人気のあるスポーツとなっている。
また、競技大会もヨーロッパに引けを取らないほどの規模で開催されている。
- アジア選手権 (曖昧さ回避)
- アジアカップ (曖昧さ回避)